# La Casa Nova de l'Heura
La Casa Nova de l'Heura és una masia situada en el terme municipal de Moià, a la comarca catalana del Moianès. Està situada al nord del terme de Moià, a prop del límit amb l'Estany. És al sud-est del Serrat del Llamp i al sud de l'Empedrat, a llevant de la carretera C-59, al sud de la masia de Comes Nou. És al costat de llevant de la masia de Comes Vell. També queda al sud-oest del Collet de Cantallops i a ponent del Puig Rodó.